# Pola Marsowe (Wrocław)

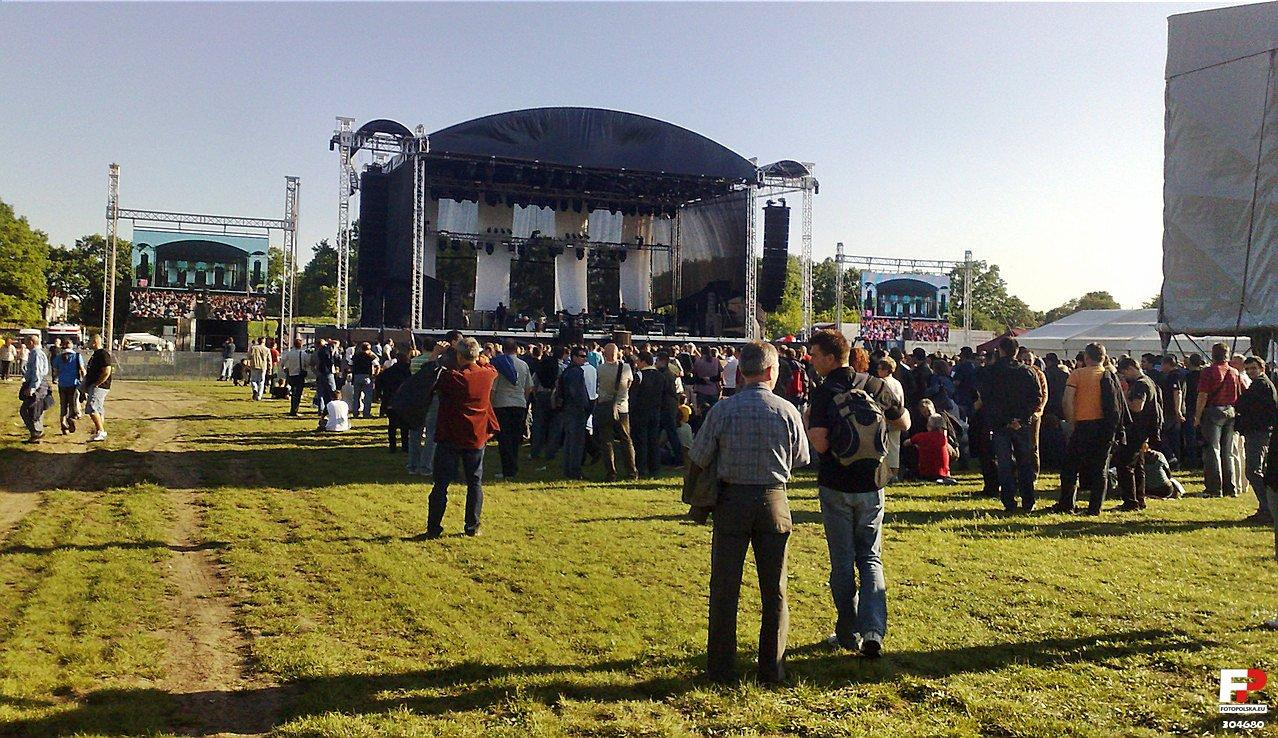
Pola Marsowe

Pola Marsowe – teren rekreacyjny i miejsce imprez masowych na wrocławskim osiedlu Zalesie (obecnie część osiedla Zacisze-Zalesie-Szczytniki). Jest to potężna łąka o pow. 105 000 m² z zespołem boisk oraz trybuną i kempingiem. 
W czasach nazistowskich teren Pól Marsowych był areną wielkich wyreżyserowanych zgromadzeń partyjnych oraz festynów, gromadzących do 130 tys. osób.
W 2011 r. ukończono remont kompleksu Pól Marsowych.